# 더 메이드 오브 윌코
더 메이드 오브 윌코(폴란드어: Panny z Wilka, 영어: The Maids of Wilko)는 프랑스에서 제작된 안제이 바이다 감독의 1979년 드라마, 멜로/로맨스 영화이다.

## 출연
- 다니엘 올브리흐스키
- 스타니스와바 첼린스카
- 즈비그니에프 자파시에비치